# Agelasta albostictica
Agelasta albostictica är en skalbaggsart som beskrevs av Stefan von Breuning 1980. Agelasta albostictica ingår i släktet Agelasta och familjen långhorningar.
Artens utbredningsområde är Filippinerna. Inga underarter finns listade i Catalogue of Life.